# 두흥

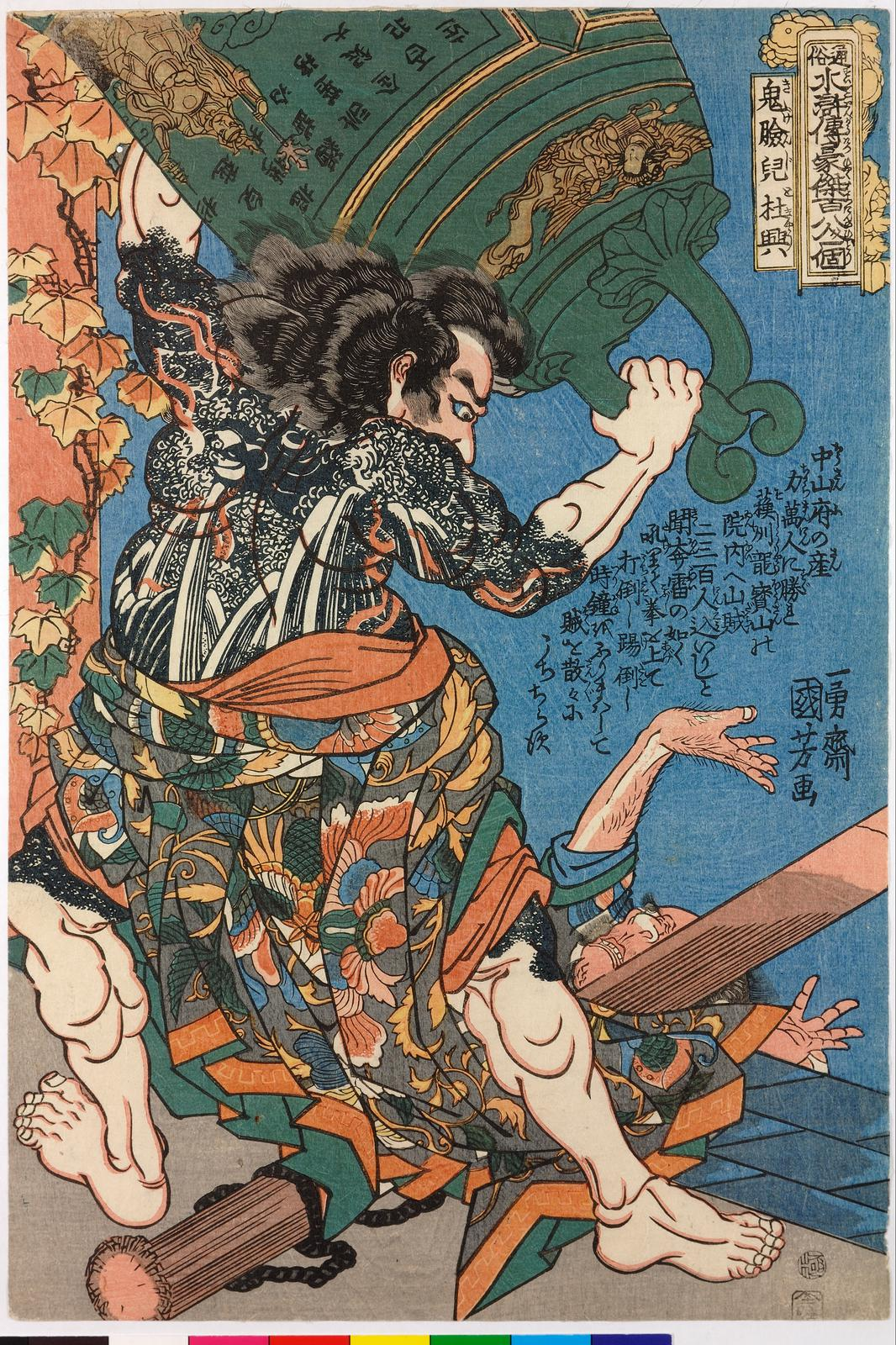

두흥(杜興)은 중국의 사대기서(四大奇書) 중 하나인 《수호전》(水滸傳)에 등장하는 인물로, 108성 중 89위이자 지살성(地煞星)의 지전성(地全星)에 해당한다. 얼굴이 크고 턱은 각지고 눈매가 날카롭고 귀와 입도 크다는 강해 보이는 얼굴의 거한으로 귀신같이 무서운 얼굴을 하고 있어 귀검아(鬼臉兒)라는 별호로 불렸다. 봉술과 권법의 사용자이지만 솜씨가 뛰어난 편은 아니며 용모와는 달리 성실하고 의로운 상식인이며 앞서 언급한 건실한 성격과 이응 밑에서 집사로 있던 전력으로 양산박에서는 사무적 작업에 종사하였다.

## 생애
중산부 출신의 보따리상으로 계주에서 장사패들과 실랑이를 벌여 실수로 때려 죽여버리지만, 감옥 관리인 양웅의 변호로 풀려났다. 이후 운주의 독룡강 삼가장 중 하나인 이가장의 주인 이응 저택의 하인이 되어 최종적으로 주관(집사)을 맡게 될 정도로 신뢰를 받았다. 어느 날 장내 술집에 심부름 나갔을 때 은인 양웅과 석수를 뜻하지 않게 재회, 두 사람은 계주에서 살인을 저지르고 도망치다가 축가장에서 그들의 동료 시천이 사로잡혔다고 하여 두흥은 이전의 은혜에 보답하고자 두 사람을 주인 이응에게 소개하였다. 이가장과 축가장은 동맹관계에 있었기 때문에 이응은 시천의 석방을 요구하는 편지를 썼고, 두흥이 이를 전하러 가지만 축가장의 삼형제에게 박대당하고 다음에는 이응이 직접 찾아가지만 화살을 맞고 다쳤다. 양웅과 석수는 이에 양산박에 도움을 요청하고, 이것이 계기가 되어 양산박과 축가장의 항쟁이 발발하는데, 이응은 양산박의 동료로 여겨질까 두려워 저택에서 나서지 않았고 두흥도 이를 따랐다. 그러나 축가장과 양산박의 싸움이 끝나자 부윤과 순검이 함께 나타나 양산박에 내통하였다고 하여 이응과 두흥은 체포되었다. 실은 이는 두 사람을 양산박에 데려가려는 오용의 계략으로, 부윤 일행은 양산박 일당이 변장한 새빨간 가짜였다. 두 사람이 끌려나온 사이 저택이 불에 타 버렸고 가족들도 이미 양산박에서 데려갔기 때문에 마지못해 양산박에 들어갔다.
양산박 입산 후에는 집기 관리자라는 사무방의 직무를 맡았으며, 108명이 양산박에 모인 후에는 주귀와 함께 양산박의 남쪽 주점에서 근무, 정보 수집 및 내객 응대에 종사하였다. 관군과의 싸움에서는 선원으로 변장하고 적에게 잠입하여 적을 토벌하였다. 양산박이 조정으로 귀순한 뒤에는 후방 수비대에 가담하거나 이응 휘하에서 유격대에 가담하기도 했으나 별다른 공을 세우지는 않았다. 방랍전후에는 무휘랑 도통의 벼슬을 받았으나, 이응이 직을 사임함에 따라 이응과 독룡강으로 돌아와 원래와 같이 부자가 된 이응을 섬기며 여생을 보냈다.